# Hydromys habbema
Hydromys habbema е вид гризач от семейство Мишкови (Muridae).

## Разпространение
Този вид е разпространен в Индонезия.

## Описание
На дължина достигат до 14,5 cm.